# Герб Нигера
Герб Нигера представляет собой серебряный щит, в центре которого солнце, в правом верхнем углу направленная верх стрела, перекрещенная двумя перекрещенными же мечами в перевязь эфесами вниз, в левом верхнем углу три перекрещенные соцветия перистощетинника жемчужного[уточнить], в основании голова зебу. Все фигуры золотые. Под щитом серебряная девизная лента с надписью чёрными литерами «Republique du Niger». Щит обрамлён драпированными национальными флагами, по два с каждой стороны.

## Символика
- Оранжевый: цвет Пустыни Сахары на северной границе страны.
- Зелёный: цвет равнин с травой на юге и западе, через и по которым течёт река Нигер.
- Белый: цвет надежды. Для государства Нигер — это ещё символизирует область Саванны.